# Бейдленд (Пенсільванія)
Бейдленд (англ. Baidland) — переписна місцевість (CDP) в США, в окрузі Вашингтон штату Пенсільванія. Населення — 1509 осіб (2020).

## Географія
Бейдленд розташований за координатами 40°11′20″ пн. ш. 79°57′12″ зх. д. / 40.18889° пн. ш. 79.95333° зх. д. (40.188756, -79.953356).  За даними Бюро перепису населення США в 2010 році переписна місцевість мала площу 5,06 км², уся площа — суходіл.

## Демографія
Згідно з переписом 2010 року, у переписній місцевості мешкали 1563 особи в 647 домогосподарствах у складі 473 родин. Густота населення становила 309 осіб/км².  Було 673 помешкання (133/км²).
Расовий склад населення:
| - 98,8 % — білих - 0,4 % — чорних або афроамериканців - 0,1 % — корінних американців - 0,1 % — азіатів |

До двох чи більше рас належало 0,4 %. Частка іспаномовних становила 1,6 % від усіх жителів.
За віковим діапазоном населення розподілялося таким чином: 18,6 % — особи молодші 18 років, 59,7 % — особи у віці 18—64 років, 21,7 % — особи у віці 65 років та старші. Медіана віку мешканця становила 48,6 року. На 100 осіб жіночої статі у переписній місцевості припадало 95,1 чоловіків;  на 100 жінок у віці від 18 років та старших — 96,6 чоловіків також старших 18 років.
Середній дохід на одне домашнє господарство  становив 83 266 доларів США (медіана — 71 288), а середній дохід на одну сім'ю — 84 988 доларів (медіана — 83 466). За межею бідності перебувало 2,5 % осіб, у тому числі 4,6 % дітей у віці до 18 років та 0,0 % осіб у віці 65 років та старших.
Цивільне працевлаштоване населення становило 914 осіб. Основні галузі зайнятості: виробництво — 22,4 %, освіта, охорона здоров'я та соціальна допомога — 22,2 %, науковці, спеціалісти, менеджери — 16,7 %.